# Bad (album)
Bad là album phòng thu thứ bảy của nghệ sĩ thu âm người Mỹ Michael Jackson, phát hành ngày 31 tháng 8 năm 1987 bởi Epic Records tại Hoa Kỳ và trên toàn cầu bởi CBS Records. Nó được phát hành sau gần 5 năm kể từ album phòng thu trước của Jackson, Thriller (1982). Bad được thu âm vào nửa đầu năm 1987, với nội dung lời bài hát liên quan đến những chủ đề như truyền thông một chiều, chứng hoang tưởng, phân biệt chủng tộc, lãng mạn, sự cầu tiến và hòa bình thế giới. Album đã giúp Jackson khẳng định tên tuổi như là một trong những nghệ sĩ thành công nhất thập niên 1980, cũng như đẩy mạnh sự nghiệp hát đơn của ông và là một trong những dự án âm nhạc xuất sắc nhất trong sự nghiệp của nam ca sĩ.
Trong Bad, Jackson thậm chí còn thể hiện sự tự do trong nghệ thuật hơn những album trước phát hành bởi Epic (Off the Wall và Thriller). Ngoài ra, Jackson còn viết lời cho 9 trên tổng số 11 bài hát của album và tham gia đồng sản xuất, điều hành cho toàn bộ album. Album tiếp tục chuỗi thành công thương mại của Jackson trong cuối những năm 1980 và nhận được sáu đề cử giải Grammy, và chiến thắng hai giải. Bên cạnh những thành công thương mại, nó cũng nhận được nhiều lời khen ngợi từ các nhà phê bình đương đại. Bad đạt vị trí thứ 43 trong danh sách 100 album xuất sắc nhất mọi thời đại của thế hệ MTV vào năm 2009 bởi VH1. Tạp chí Rolling Stone cũng liệt kê album ở vị trí thứ 202 trong danh sách 500 album xuất sắc nhất mọi thời đại. Năm 2017, nó đã được Hiệp hội Công nghiệp ghi âm Mỹ (RIAA) trao chứng nhận Kim cương, công nhận 10 triệu bản đã được tiêu thụ tại đây. Đây cũng là sản phẩm âm nhạc đánh dấu lần hợp tác cuối cùng giữa Jackson và nhà sản xuất Quincy Jones.
Bad đạt vị trí quán quân trên các bảng xếp hạng ở 13 quốc gia và lọt vào top 20 ở hầu hết những khu vực khác. Tính đến năm 2012, nó đã bán được từ 35 triệu bản trên toàn cầu, trở thành một trong những album bán chạy nhất mọi thời đại. Chín trong số 11 bài hát của Bad đã được phát hành làm đĩa đơn, bao gồm một đĩa đơn quảng bá và một đĩa đơn phát hành ngoài thị trường Bắc Mỹ. Đây là album đầu tiên trong lịch sử có 5 đĩa đơn đạt ngôi vị quán quân trên bảng xếp hạng Billboard Hot 100, và cùng với Teenage Dream (2010) của Katy Perry trở thành hai album hiếm hoi làm được điều này. Ngoài ra, nó còn bao gồm thêm một đĩa đơn top 10 và một đĩa đơn top 20 trên Hot 100. Những bài hát không được phát hành làm đĩa đơn trong album là "Speed Demon" và "Just Good Friends". Tương tự như những nhạc phẩm trước đây của Jackson, âm nhạc của album chủ yếu mang những yếu tố của pop và rock.

## Tổng quan

### Quá trình sản xuất

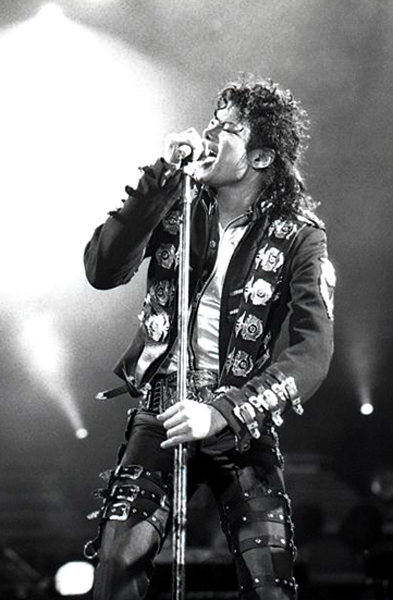
Jackson vào năm 1988

Những album phòng thu trước đây của Jackson, Off the Wall và Thriller, đã gặt hái những thành công rực rỡ về mặt chuyên môn lẫn thương mại, và lần lượt bán được hơn 20 triệu và 65 triệu bản trên toàn cầu. Mục tiêu của Jackson cho Bad là nó sẽ bán được 100 triệu bản album.
Đây là album phòng thu đầu tiên Jackson được phát hành sau khi ông tách hẳn khỏi ban nhạc gia đình The Jacksons, và là album phòng thu đầu tiên sau gần 5 năm kể từ Thriller. Bad cũng là album thứ ba, và là album cuối cùng đánh dấu sự hợp tác giữa Jackson và Quincy Jones. Album được sản xuất bởi Jones, với khâu đồng sản xuất được thực hiện bởi Jackson. Nam ca sĩ bắt đầu thu âm những bản thu nháp đầu tiên cho nó trong vài tháng sau chuyến lưu diễn năm 1984 Victory Tour với the Jacksons và xuyên suốt năm 1985 trong quá trình chuẩn bị cho bộ phim 4D của Disney là Captain EO, trong đó bao gồm bản mở rộng cho một bài hát sẽ xuất hiện trong album sau này "Another Part of Me." Quá trình phát triển dự án được bắt đầu vào tháng 11 năm 1986 và quá trình thu âm được diễn ra từ ngày 5 tháng 1 đến ngày 9 tháng 7 năm 1987 tại Westlake Audio, nơi một sàn gỗ đặc biệt được xây dựng để Jackson có thể nhảy trong lúc đang thu âm.
Jackson được cho là đã viết hơn 60 bài hát cho album mới và đã thu âm 30 bài, và ông muốn sử dụng tất cả chúng trong bộ ba đĩa. Sau đó, Jones đã đề xuất ý tưởng cắt số lượng bài hát trong album thành 10 bài. Khi album được phát hành trên CD, bài hát thứ 11, "Leave Me Alone" đã được thêm vào. Những phiên bản LP tái phát hành sau của Bad cũng bao gồm bài hát này. Jackson đã viết lời cho 9 trên tổng số 11 bài hát trong album. Những sáng tác khác bao gồm Terry Britten và Graham Lyle cho "Just Good Friend" và Siedah Garrett và Glen Ballard cho "Man In The Mirror".

### Âm nhạc
"Bad" ban đầu được dự định sẽ là một bản song ca giữa Jackson và nhạc sĩ Prince. Những nghệ sĩ khác được cho rằng sẽ góp phần vào album là Whitney Houston, Aretha Franklin và Barbra Streisand, nhưng những sự cộng tác này đã không xảy ra. Lời nhạc của album nói về tình yêu và hoang tưởng. Sự hoang tưởng là chủ đề thường xuyên của Jackson, được sử dụng trong album trước đây của anh. Allmusic nhận ra rằng Bad đưa Jackson đi sâu hơn đến dòng hard rock, dòng schmaltzy trưởng thành đương đại, đi sâu hơn đến hard dance — giữ vai trò rất quan trọng trong Thriller, khi tăng thương số immaculate studiocraft.
"Dirty Diana" được xem xét bởi những nhà phê bình như một "sự ghét phụ nữ", và lời nhạc của nó, đề cập đến dục vọng, không có mục đích đen tối của "Billie Jean", nhưng thay vì thế, âm điệu cuốn hút một cách tương tự bởi sự e ngại thử thách trong khi có cơ hội để từ chối nó. "Leave Me Alone" được miêu tả như là một "hoang tưởng ca". Trong "Man in the Mirror", bài hát được miêu tả là Jackson đã tiến đến một bước xa hơn và đưa ra một triết lý thẳng thắn của lời thú nhận, điều được thấy trong lời nhạc: "Tôi bắt đầu với người đàn ông trong gương/ Tôi yêu cầu anh ta thay đổi cách của mình/Và không có thông điệp nào rõ ràng hơn thế/ Nếu bạn muốn biến thế giới thành một nơi tốt đẹp hơn/ Tự nhìn lại mình và tạo ra sự thay đổi" ("I'm starting with the man in the mirror/ I'm asking him to change his ways/And no message could have been clearer/ If you wanna make the world a better place/ Take a look at yourself and then make a change"). "Bad" được đánh giá là một sự tiến bộ với ca từ liên quan đến niềm kiêu hãnh. Nội dung của "Speed Demon" đề cập đến vấn đề lái quá nhau.
Lời của "Liberian Girl" được nhận xét như là "tia sáng long lanh" với "lòng biết ơn" cho sự tồn tại của một người yêu quý. Âm điệu của "Smooth Criminal" cho thấy điểm tương đồng với lối "nhai bắp rang rào rạo" của "Thriller". Nó được nghĩ đến như là một ví dụ về "ngôn ngữ tự do của Jackson", điều làm người ta "nhận thức rằng họ đang ở trong khía cạnh của nhiều sự thật: bộ phim, giấc mơ mà ca khúc truyền đạt và thế giới mà nó soi sáng". Âm điệu của "I Just Can't Stop Loving You", một bản song ca với Siedah Garrett, chủ yếu gồm có tiếng bật ngón tay và timpani. "Just Good Friends", bản song ca với Stevie Wonder, được đánh giá là hát tốt ở đầu bài hát và kết thúc với một niềm hân hoan vui sướng. Nhạc của "The Way You Make Me Feel" bao gồm những bản hòa âm. Lời của "Another Part of Me" đề cập đến việc đoàn kết khi dùng từ "chúng ta".

### Quảng bá

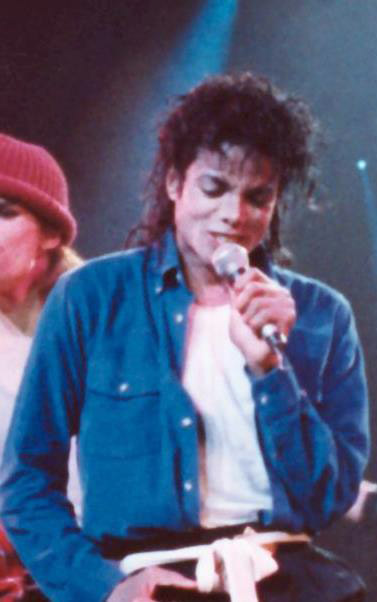
Jackson đang biểu diễn "The Way You Make Me Feel" trong Bad World Tour

Trước khi Bad được phát hành, Thriller đã bán được hàng triệu đĩa, đưa ra những sự kì vọng cho album mới. Một sự kỉ niệm đặc biệt trong cuộc đời của Jackson, The Magic Returns (Phép màu trở lại), đã được phát sóng trên CBS trong khoảng thời gian phát hành Bad. Cuối bộ phim tài liệu, kênh CBS đã giới liệu lần đầu tiên video của ca khúc chủ đề trong album - "Bad". Chiến lược quảng bá, điều khiển bởi Frank DiLeo cùng với những người khác, kể cả Michael Jackson, đã sản xuất một bộ phim ngắn trong thời gian biểu diễn Bad World Tour. Bộ phim Moonwalker, gồm màn trình diễn những ca khúc trong Bad, bao gồm "Speed Demon", "Leave Me Alone", "Man in the Mirror" và "Smooth Criminal", trong đó 2 bài hát sau được phát hành như một video đơn ở cuối bộ phim. Tour diễn của Jackson để quảng bá cho Bad là một thành công to lớn về tài chính, kiếm được tổng cộng 125 triệu đô la.

### Phát hành
Album được phát hành vào ngày 31 tháng 8 năm 1987. Nó đã đạt quán quân trên bảng xếp hạng Billboard 200 vào ngày 26 tháng 9 và trụ lại tại vị trí đó trong 6 tuần tiếp theo. Hiệp hội Công nghiệp ghi âm Hoa Kỳ (RIAA) đã chứng nhận Bad 10 đĩa bạch kim cho việc bán được 10 triệu bản tại Hoa Kỳ nói riêng. Mặc dù Jackson đã nâng cao được vị thế của anh trở thành một siêu sao nhạc pop toàn cầu, nhưng tại Mỹ, Bad đã thất bại trong việc ngang bằng với doanh số của Thriller, một số người trong giới truyền thông gán cho album là "sự thất vọng" khi được so sánh với Thriller.
Trên toàn thế giới, Bad rất thành công về mặt thương mại. Tại Anh Quốc, album bán được 500 ngàn bản trong năm ngày đầu sau khi phát hành, và tính đến  năm 2008 nó được chứng nhận đĩa bạch kim 13 lần cho doanh số 3,9 triệu bản, khiến nó trở thành album bán chạy thứ hai của Jackson tại Anh Quốc. Bad đạt vị trí quán quân tại 25 quốc gia, bao gồm nhiều thị trường lớn Áo, Canada, Hà Lan, Pháp, Đức, Ý, Nhật Bản, New Zealand, Na Uy, Thụy Điển và Thụy Sĩ. Bad nhận được rất nhiều chứng nhận khác nhau trên toàn thế giới. Nó nhận được chứng nhận 7 đĩa bạch kim bởi Hiệp hội Công nghiệp Thu âm Canada cho hơn 700,000 bản bán ra. Tại châu Âu, bản tái phát hành năm 2001 của Bad được chứng nhận đĩa bạch kim bởi Liên minh công nghiệp quốc tế (IFPI) cho doanh số 1 triệu bản. Album cũng được chứng nhận bạch kim bởi IFPI cho 20 ngàn bản tại Hồng Kông. Trên toàn cầu, album Bad của Jackson là album bán chạy thứ ba, sau Thriller và Dangerous, với doanh số dao động từ 30 đến 45 triệu bản, theo nhiều nguồn khác nhau.

### Đĩa đơn
Đĩa đơn đầu tiên "I Just Can't Stop Loving You" trở thành bài hát khởi đầu trong số năm đĩa đơn của album đạt ngôi quán quân trên Billboard Hot 100. Bài hát đạt quán quân vào ngày 19 tháng 9 năm 1987, đồng thời đạt hạng nhất trên Billboard R&B/Hip Hop Songs và hạng hai trên Adult Contemporary. Trên toàn thế giới, bài hát cũng đạt vị trí quán quân tại Anh Quốc (trong 2 tuần),, Hà Lan (7 tuần) và Na Uy (7 tuần). Đĩa đơn thứ hai của album, "Bad", đạt hạng nhất trên Billboard 100 vào ngày 16 tháng 10 năm 1987. Bài hát dẫn đầu bảng xếp hạng ở Tây Ban Nha, cũng như lọt vào top 10 trên toàn thế giới. "The Way You Make Me Feel" trở thành đĩa đơn thứ ba liên tục đạt quán quân trên Hot 100. Bài hát nằm trong top 10 và 20 trên toàn cầu. "Man In The Mirror" xếp hạng 1 trên Billboard Hot 100 vào tháng 3 năm 1988, và nằm ở vị trí thứ 4, 8 và 10 tại New Zealand, Úc và Áo. Vào ngày 2 tháng 7 năm 1988, "Dirty Diana" đã trở thành đĩa đơn thứ năm và cuối cùng lên đỉnh quán quân trên Hot 100. "Dirty Diana" cũng đạt thành công toàn cầu, khi nằm trong top 10 tại 8 quốc gia.
"Another Part Of Me" đạt vị trí thứ 11 trên Billboard Hot 100, trong khi dẫn đầu Billboard R&B/Hip Hop Songs. Trên toàn cầu, "Another Part Of Me" là một đĩa đơn đạt thành công tương đối khi được so sánh với những đĩa đơn trước, đạt hạng 5, 14 và 42 tại Thụy Sĩ, New Zealand và Pháp. "Smooth Criminal" trở thành đĩa đơn top 10 thứ sáu của album trên Hot 100, và thành công trên toàn cầu, lọt vào top 40 ở tất cả những quốc gia nó xuất hiện. Được phát hành bên ngoài Hoa Kỳ và Canada, "Leave Me Alone" dẫn đầu bảng xếp hạng ở Ireland, cũng như là đạt top 10 tại năm nước khác. Đĩa đơn chính thức cuối cùng của album là "Liberian Girl", không lọt vào Billboard Hot 100, nhưng thành công trên toàn cầu và lọt vào top 20.
Các đĩa đơn từ Bad cũng đạt được thành công rực rỡ ở Vương quốc Anh, nơi 7 đĩa đơn từ album đều lọt vào top 10 tại đây tính đến năm 2009 (ban đầu chỉ có 6, cho đến khi "Man in the Mirror" nhảy vọt từ vị trí 21-2 năm 2009), một thành tựu được lặp lại tương tự với album Dangerous (1991-1993). Kỷ lục này được tồn tại trong một thời gian dài trước khi Calvin Harris phá vỡ nó trong năm 2013.

## Tiếp nhận
| Đánh giá chuyên môn           | Đánh giá chuyên môn |
| Nguồn đánh giá                | Nguồn đánh giá      |
| Nguồn                         | Đánh giá            |
| ----------------------------- | ------------------- |
| Allmusic                      | [ 50 ]              |
| Robert Christgau              | B+                  |
| The New York Times            | favorable           |
| Rolling Stone                 | [ 13 ]              |
| The Rolling Stone Album Guide | [ 52 ]              |
| Yahoo! Music                  | favorable           |

Bad được đón nhận tốt mặc dù một số nhà phê bình chú ý rằng nó không thành công như mong đợi so với Thriller. Stepen Thomas Erlewine của Allmusic đánh giá rằng Jackson tiếp cận Bad như cách mà anh ấy tiếp nhận Thriller "lấy công thức cơ bản của album trước, mở rộng nó dần dần và đưa nó đi xa hơn". Erlewine, người cho album 4 sao rưỡi trên năm sao, bình luận rằng những bài hát trong album có thể chấp nhận được nếu được truyền đạt với điệu bộ. Davitt Sigerson của Rolling Stone đánh giá rằng dù không có một bản thu quan trọng như "Billie Jean", Bad vẫn được đánh giá là một bản thu tốt hơn Thriller." Sigerson bình luận rằng những bài hát như "Speed Demon", "Dirty Diana" và "Liberian Girl" làm cho Bad trở nên phong phú hơn, gợi cảm hơn và đáng nhớ hơn so với Thriller.
Nhà phê bình âm nhạc Robert Christgau cho Bad một điểm "B+", đánh giá rằng "thứ gần với thiên tài nhất" là ca khúc "Leave Me Alone," bản thu được hát và nhảy một cách hoàn hảo. Jennifer Clay của Yahoo Music chú ý rằng dù Bad rất tốt nhưng nó không đạt được "trình độ của Thriller." Jon Pareles của The New York Times miêu tả Bad như một tia sáng, bản thu âm công nghệ cao chỉ là một chút khác biệt trong những khía cạnh của album. Parales cũng chú ý rằng Bad có một sự sắp xếp được tổng hợp, thứ rõ ràng và có thể kèm theo một "cú đá rắn chắc". Richard Cromelin của The Los Angeles Times bình luận rằng bản thu âm "không tệ" và gợi lại về sức mạnh của Off the Wall hơn là Thriller. Cromelin nhận thấy rằng thật đáng thất vọng nếu mức độ sáng tạo của album này là nơi mà Michael Jackson muốn dừng lại.
Richard Harrington của The Washington Post bình luận sự kì vọng của Bad so với Thriller rằng "album hấp dẫn, mặc dù đoạn mở đầu của nó có lẽ làm những nhà phê bình chú ý bởi âm nhạc chứ không phải bởi doanh số". Richard nhận thấy rằng trong khi album không thể sánh kịp với sự kì vọng của Thriller thì nó "khá hơn nhiều để so sánh" Bad với Off the Wall. Ý kiến toàn diện của anh ấy về Bad rằng album là "một bản thu âm rất tốt", rằng nó được sản xuất không chê vào đâu được và những màn biểu diễn của Jackson rất sắc sảo. Edna Gundersen của USA Today miêu tả Bad như là "nỗ lực tinh tế nhất của Jackson đến thời điểm hiện tại", rằng album rất khôn ngoan nhưng không khô cứng". Thom Duffy của The Orlando Sentinel chú ý rằng một số chất liệu của album "lôi cuốn cả những thế hệ lớn hơn".
Bad nhận được 6 đề cử giải Grammy, và thắng được 2 giải. Năm 1988, Bad được đề cử cho Album của năm, Trình diễn giọng Pop nam xuất sắc nhất, Trình diễn giọng R&B nam xuất sắc nhất và Thu âm của năm cho "Man in the Mirror" vào năm sau. Bad là Album kĩ thuật không cổ điển xuất sắc nhất năm 1988, và Video nhạc hình thái ngắn xuất sắc nhất cho "Leave Me Alone" năm 1990.

## Di sản

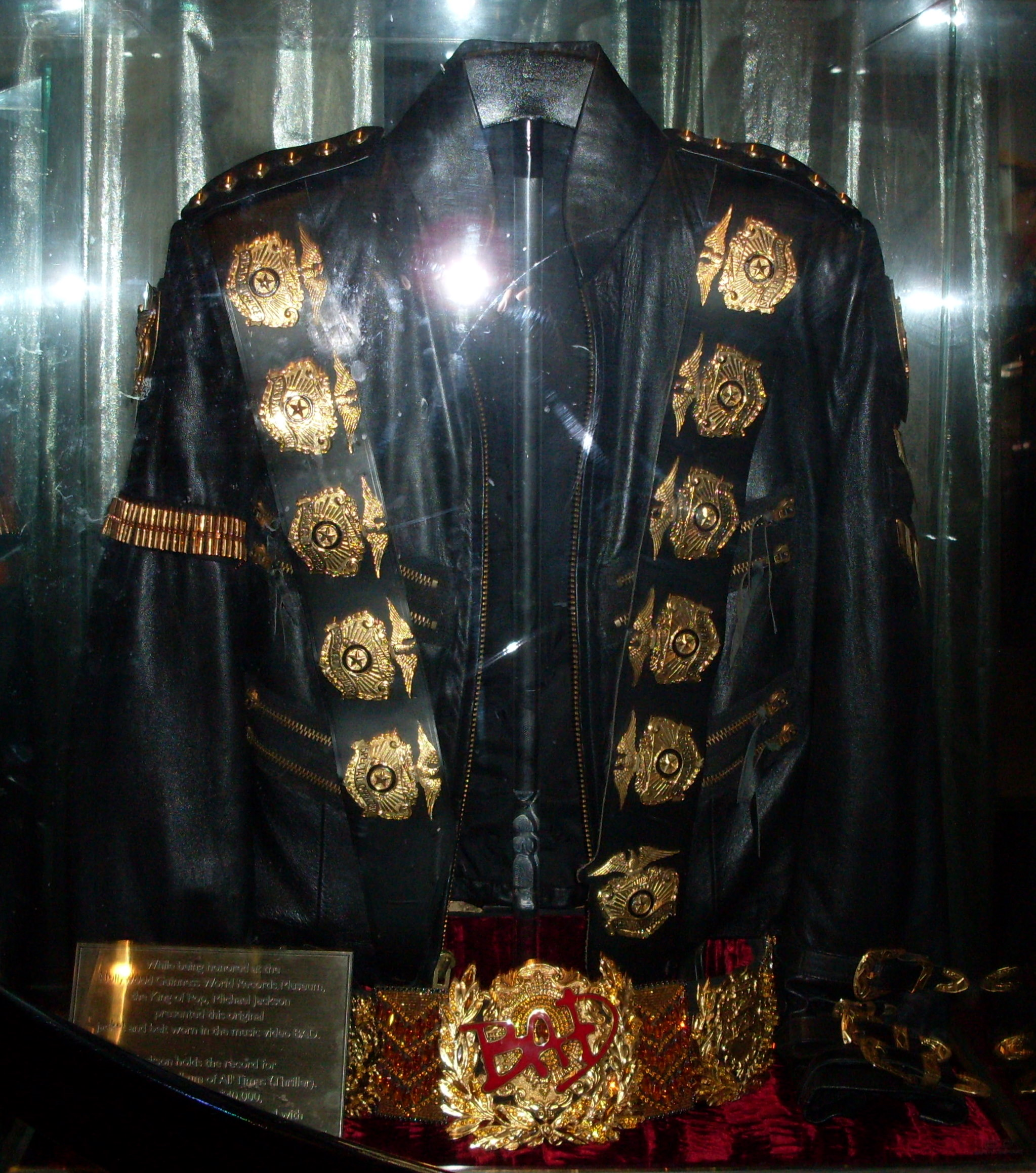
Jackson mặt một chiếc jacket kiểu quân đội được phủ vàng với một chiếc thắt lưng trong suốt kỉ nguyên Bad để tạo ra một cái nhìn cáu kỉnh hơn.

Bad đã làm nên lịch sử khi là album đầu tiên có 5 đĩa đơn liên tiếp đạt ngôi quán quân trên Billboard Hot 100; "I Just Can't Stop Loving You", "Bad", "The Way You Make Me Feel", "Man in the Mirror" và "Dirty Diana", tất cả đã dẫn đầu trên bảng xếp hạng âm nhạc. Jayson Rodriguez của MTV, chú ý rằng việc theo sau cặp "thần công" Off the Wall và Thriller là một nhiệm vụ không hề dễ dàng, nhưng album tiếp theo của Jackson, Bad năm 1987, rất dữ dội bất cứ hoàn cảnh nào. Rodriguez bình luận rằng album bị "gạt bỏ một cách phi pháp" bởi những nhà phê bình chỉ vì doanh số của nó không "bom tấn" như Thriller và suốt gian đoạn Bad, giọng hát nất của Jackson và tiếng lắp bắp "shamone" đã trở thành những yếu tố chính trong âm nhạc của anh, tăng cường và làm nổi bật cảm xúc trong lời nhạc. Rolling Stone bình luận rằng "cách tối ưu để xem xét" Bad không phải là "đoạn tiếp theo của Thriller". Năm 2009, VH1 nói về album:
"Có thể hiểu được, sự kì vọng dành cho album cao đến mức lố bịch, và thậm chí còn cao hơn sau khi Jackson có kế hoạch song ca cùng Prince (trong ca khúc chủ đề) và cùng Whitney Houston (kể cả Aretha Franklin và Barbra Streisand). Không có sự hợp tác nào xảy ra, nhưng chúng chỉ làm tăng sức quảng bá cho album. Bad là một dự án cá nhân của Jackson—anh viết chín trong số 11 ca khúc, một điều cho thấy anh đã độc lập hơn và xuất hiện lần đầu trong một hình ảnh và âm thanh sắc sảo hơn".
Jim Farber của The New York Daily News nhận thấy rằng Bad tổ chức tốt hơn phong cách của Jackson trong hai album trước để sáng tạo ra tác phẩm nhạc pop ngọt ngào nhất của anh đến thời điểm hiện tại. Một nhà văn của The Daily Telegraph bình luận rằng trong khi Bad là một thành công thương mại toàn cầu, album chắc chắn thất bại để đạt được thành công của Thriller dù Jackson có tua diễn thế giới đồ sộ. Năm 2009, một nhà báo của The Miami Herald nhận xét về Bad, miêu tả việc phát hành album như một "album được tiên đoán nóng bỏng nhất trong lịch sử". Stephen M. Silverman, một nhà văn của People magazine, nhận xét về Bad rằng album cho thấy tính đại chúng của Jackson bắt đầu suy giảm.
Vào tháng 11 – 2012, một thông báo bởi Official UK Charts Company, sau khi theo dõi doanh số của album trong sáu tháng, Bad là album bán chạy thứ chín trong lịch sử Anh Quốc với doanh số 3.96 triệu bản; đứng sau album Thriller của chính Michael. Bad, cùng với những album phòng thu khác phát hành bởi Michael, nằm trong những album bán chạy nhất mọi thời đại. Trong năm 2003, album đạt hạng 202 trên danh sách "500 Album vĩ đại nhất mọi thời đại" của tạp chí Rolling Stone. Album nằm trong quyển sách mang tựa đề "1001 Album Bạn Phải Nghe Trước Lúc Chết". Vào năm 2009, VH1 liệt album vào hạng thứ 43 trong danh sách "100 Album vĩ đại nhất của thế hệ MTV". Năm 2012, tạp chí Slant liệt kê nó vào danh sách "Những Album xuất sắc nhất của thập niên 1980" ở hạng 48.
Những bài hát của album được thu âm cover và nhại lại bởi một số lượng nghệ sĩ kể từ khi nó được phát hành vào cuối thập niên 1980. Đáng chú ý là phiên bản cover Smooth Criminal của Alien Ant Farm và The Way You Make Me Feel của Shakaya. Phiên bản nhái lại đáng chú ý là của "Weird Al" Yankovic, người trước đây cũng nhại lại ca khúc "Beat It" của Jackson. Yankovic nhại lại "Bad", đặt tên lại là "Fat" trong năm 1988; bài hát giành một giải Grammy cùng năm cho "Video khái niệm xuất sắc nhất".

### Thành tựu
| Tổ chức                    | Nước           | Thành tựu                                                  | Năm  | Nguồn  |
| -------------------------- | -------------- | ---------------------------------------------------------- | ---- | ------ |
| Giải Grammy                | Mỹ             | Thu âm kỉ xão nhất – Bán cổ điển (Bad)                     | 1988 | [ 58 ] |
| Giải Grammy                | Mỹ             | Video hình thái ngắn ngắn xuất sắc nhất ("Leave Me Alone") | 1990 | [ 59 ] |
| Quintessence Editions Ltd. | Vương quốc Anh | 1001 Album Bạn phải nghe trước khi Chết (Không xếp hạng)   | 2003 | [ 67 ] |
| Rolling Stone              | Mỹ             | 500 Album vĩ đại nhất mọi thời đại (Hạng #202)             | 2003 | [ 66 ] |
| VH1                        | Mỹ             | 100 Album vĩ đại nhất của thế hệ MTV (Hạng #43)            | 2009 | [ 68 ] |

## Danh sách bài hát
Tất cả bài hát đều được sản xuất bởi Quincy Jones và đồng sản xuất bởi Michael Jackson.
| STT | Nhan đề                                                     | Sáng tác                     | Thời lượng |
| --- | ----------------------------------------------------------- | ---------------------------- | ---------- |
| 1.  | "Bad"                                                       | Michael Jackson              | 4:07       |
| 2.  | "The Way You Make Me Feel"                                  | Jackson                      | 4:58       |
| 3.  | "Speed Demon"                                               | Jackson                      | 4:03       |
| 4.  | "Liberian Girl"                                             | Jackson                      | 3:53       |
| 5.  | "Just Good Friends" (song ca với Stevie Wonder)             | Terry Britten, Graham Lyle   | 4:08       |
| 6.  | "Another Part of Me"                                        | Jackson                      | 3:54       |
| 7.  | "Man in the Mirror"                                         | Glen Ballard, Siedah Garrett | 5:19       |
| 8.  | "I Just Can't Stop Loving You" (song ca với Siedah Garrett) | Jackson                      | 4:13       |
| 9.  | "Dirty Diana"                                               | Jackson                      | 4:40       |
| 10. | "Smooth Criminal"                                           | Jackson                      | 4:17       |

| Bản CD tái bản năm 1988 | Bản CD tái bản năm 1988 | Bản CD tái bản năm 1988 | Bản CD tái bản năm 1988 |
| STT                     | Nhan đề                 | Sáng tác                | Thời lượng              |
| ----------------------- | ----------------------- | ----------------------- | ----------------------- |
| 11.                     | "Leave Me Alone"        | Jackson                 | 4:38                    |

| Track bổ sung Bản đặc biệt 2001 | Track bổ sung Bản đặc biệt 2001                                                                                       | Track bổ sung Bản đặc biệt 2001 | Track bổ sung Bản đặc biệt 2001 |
| STT                             | Nhan đề | Sáng tác                        | Thời lượng                      |
| ------------------------------- | --- | ------------------------------- | ------------------------------- |
| 12.                             | "Phỏng vấn Quincy Jones #1"                                                                                           |                                 | 4:03                            |
| 13.                             | "Streetwalker" (chưa từng phát hành trước đó)                                                                         | Jackson                         | 5:49                            |
| 14.                             | "Phỏng vấn Quincy Jones #2"                                                                                           |                                 | 2:53                            |
| 15.                             | "Todo Mi Amor Eres Tu" (Phiên bản tiếng Tây Ban Nha của "I Just Can't Stop Loving You", chưa từng phát hành trước đó) | Jackson, Rubén Blades           | 4:05                            |
| 16.                             | "Phỏng vấn Quincy Jones #3"                                                                                           |                                 | 2:30                            |
| 17.                             | "Giọng nói giới thiệu cho Fly Away"                                                                                   |                                 | 0:08                            |
| 18.                             | "Fly Away" (chưa từng phát hành trước đó)                                                                             | Jackson                         | 3:26                            |

## Xếp hạng và chứng nhận
| Bảng xếp hạng (1987)                     | Vị trí cao nhất |
| ---------------------------------------- | --------------- |
| Úc (Kent Music Report)                   | 2               |
| Album Áo (Ö3 Austria)                    | 1               |
| Canada (RPM)                             | 1               |
| Canada (The Record)                      | 1               |
| Album Hà Lan (Album Top 100)             | 1               |
| Châu Âu (Music & Media)                  | 1               |
| Pháp (IFOP)                              | 1               |
| Đức (Offizielle Top 100)                 | 1               |
| Ý (Sorrisi & Canzoni)                    | 1               |
| Nhật Bản (Oricon)                        | 1               |
| Album New Zealand (RMNZ)                 | 1               |
| Album Na Uy (VG-lista)                   | 1               |
| Album Thụy Điển (Sverigetopplistan)      | 1               |
| Album Thụy Sĩ (Schweizer Hitparade)      | 1               |
| Album Anh Quốc (OCC)                     | 1               |
| Album Hoa Kỳ Billboard 200               | 1               |
| Album Hoa Kỳ Top R&B/Hip-Hop (Billboard) | 1               |
| Bảng xếp hạng (2009)                     | Vị trí cao nhất |
| Brazil (ABPD)                            | 3               |
| Album Cộng hòa Séc (ČNS IFPI)            | 3               |
| Album México (Top 100 Mexico)            | 13              |
| Album Ba Lan (ZPAV)                      | 4               |
| Album Bồ Đào Nha (AFP)                   | 22              |
| Bảng xếp hạng (2012)                     | Vị trí cao nhất |
| Album Đan Mạch (Hitlisten)               | 36              |
| Album Tây Ban Nha (PROMUSICAE)           | 2               |

| Bảng xếp hạng (1987)                   | Vị trí |
| -------------------------------------- | ------ |
| Australian Albums (Kent Music Report)  | 16     |
| Austrian Albums (Ö3 Austria Top 40)    | 17     |
| Canada Top Albums/CDs (RPM)            | 18     |
| Dutch Albums (MegaCharts)              | 3      |
| French Albums (IFOP)                   | 1      |
| German Albums (Offizielle Top 100)     | 8      |
| Italian Albums (Sorrisi & Canzoni)     | 7      |
| Japanese Albums (Oricon)               | 5      |
| New Zealand Albums (Recorded Music NZ) | 14     |
| Swiss Albums (Schweizer Hitparade)     | 15     |
| UK Albums (OCC)                        | 1      |
| Bảng xếp hạng (1988)                   | Vị trí |
| Austrian Albums (Ö3 Austria Top 40)    | 2      |
| Dutch Albums (MegaCharts)              | 23     |
| German Albums (Offizielle Top 100)     | 3      |
| New Zealand Albums (Recorded Music NZ) | 5      |
| Swiss Albums (Schweizer Hitparade)     | 4      |
| UK Albums (OCC)                        | 3      |
| US Billboard 200                       | 5      |
| US Top R&B/Hip-Hop Albums (Billboard)  | 2      |
| Bảng xếp hạng (1989)                   | Vị trí |
| Dutch Albums (MegaCharts)              | 35     |
| German Albums (Offizielle Top 100)     | 27     |
| UK Albums (OCC)                        | 40     |

| Bảng xếp hạng (1980–1989)           | Vị trí |
| ----------------------------------- | ------ |
| Austrian Albums (Ö3 Austria Top 40) | 4      |
| UK Albums (OCC)                     | 2      |

| Bảng xếp hạng    | Vị trí |
| ---------------- | ------ |
| UK Albums (OCC)  | 9      |
| US Billboard 200 | 138    |

## Chứng nhận
| Quốc gia                                                                           | Chứng nhận    | Số đơn vị/doanh số chứng nhận |
| ---------------------------------------------------------------------------------- | ------------- | ----------------------------- |
| Úc (ARIA)                                                                          | 6× Bạch kim   | 420.000^                      |
| Áo (IFPI Áo)                                                                       | 4× Bạch kim   | 200.000*                      |
| Canada (Music Canada)                                                              | 7× Bạch kim   | 700.000^                      |
| Đan Mạch (IFPI Denmark)                                                            |               | 100,000                       |
| Phần Lan (Musiikkituottajat)                                                       | Vàng          | 51,287                        |
| Pháp (SNEP)                                                                        | Kim cương     | 1,289,400*                    |
| Đức (BVMI)                                                                         | 4× Bạch kim   | 2.000.000^                    |
| Hồng Kông (IFPI Hồng Kông)                                                         | Bạch kim      | 20.000*                       |
| Ấn Độ (IMI)                                                                        |               | 200,000                       |
| Ý (FIMI)                                                                           |               | 1,000,000                     |
| Nhật Bản (RIAJ)                                                                    |               | 1,000,000                     |
| México (AMPROFON)                                                                  | Bạch kim+Vàng | 350,000^                      |
| Hà Lan (NVPI)                                                                      |               | 500,000                       |
| New Zealand (RMNZ)                                                                 | 9× Bạch kim   | 135.000^                      |
| Tây Ban Nha (PROMUSICAE)                                                           | 3× Bạch kim   | 300.000^                      |
| Thụy Điển (GLF)                                                                    | 2× Bạch kim   | 200.000^                      |
| Anh Quốc (BPI)                                                                     | 13× Bạch kim  | 3,959,000                     |
| Hoa Kỳ (RIAA)                                                                      | Kim cương     | 10.000.000‡                   |
| * Chứng nhận dựa theo doanh số tiêu thụ. ^ Chứng nhận dựa theo doanh số nhập hàng. |               |                               |